# Brachylomia uralensis
Brachylomia uralensis är en fjärilsart som beskrevs av W. Warren 1910. Brachylomia uralensis ingår i släktet Brachylomia och familjen nattflyn. Inga underarter finns listade i Catalogue of Life.